# Elidir ap Sandde
Elidir, ou Elydyr ap Sandde, ( fl.  760) est un roi breton de l'île de Man à la fin du VIIIe siècle qui succède à son oncle maternel Iudgual. On ne sait rien d'autre de sa vie.

## Contexte
Elidir, ou Elydir, est le père de Guriat ou Gwriad et le grand-père de Merfyn Frych. Par son père Sandde ab Alcwn, il est un descendant de Llywarch Hen alors que sa mère Celeinion ferch Tudwal ab Anarawd est issue de l'antique lignée des princes de l'île de Man qui revendiquent être issus de Magnus Maximus : « Elidyr m Celenion merch Tutwal (III) tutclith m Anarawd gwalchcrwn m Meruyn mawr m Kyuyn m Anllech m Tutwal (II) m Run m Neidaon m Senilth hael. Tryd hael or gogled. Senilth m Dingat m Tutwal (I) m Edneuet m Dunawt m Maxen wledic. val y mae vchot ».

## Sources
- (en) Peter Bartrum, A Welsh classical dictionary: people in history and legend up to about A.D. 1000, Aberystwyth, National Library of Wales, 1993 (ISBN 9780907158738), p. 272 ELIDIR ap SANDDE. (720)
- (en) Peter Bartrum, A Welsh classical dictionary: people in history and legend up to about A.D. 1000, Aberystwyth, National Library of Wales, 1993 (ISBN 9780907158738), p. 662 SANDDE ab ALCWN. (690)